# Scotty Leavenworth
Scott Alexander Leavenworth (Riverside, California, 21 de mayo de 1990), más conocido como Scotty Leavenworth, es un actor estadounidense conocido por haber aparecido en varias películas y series de televisión.

## Biografía
Leavenworth nació en Riverside, California. Comenzó a actuar en comerciales a la edad de cuatro años, y desde entonces ha aparecido en varias películas y series de televisión. Apariciones notables incluyen The Green Mile, Baby Geniuses, Babe: Pig in the City, The Soul Collector, Life as a House, y Erin Brockovich.
También es conocido por interpretar a Peter Petrowski, el novio de Ruthie Camden (Mackenzie Rosman), en la serie de televisión 7th Heaven.

## Filmografía

### Películas
- Slow Moe (2010) .... "Marvin"
- The Majestic (2001) .... "Joey"
- Life as a House (2001) .... "Ryan Kimball"
- Donnie Darko (2001) .... "David"
- Erin Brockovich (2000) .... "Matthew"
- The Green Mile (1999) .... "Hijo de Hammersmith"
- Come On, Get Happy: The Partridge Family Story (1999) (TV) .... "Chris #2"
- The Soul Collector (1999/I) (TV) .... "Danny"
- Baby Geniuses (1999) (voz) .... "Basil"
- Babe: Pig in the City (1998) (voz)
- Simon Birch (1998) .... "Junior Lamb"

### Series de Televisión
- The Forgotten (2010) .... "Will"
- Desperate Housewives (2008) .... "Kirby"
- Bones (2006) .... "Carter"
- 7th Heaven (2002-2006) .... "Peter Petrowski"
- The Drew Carey Show (2002) .... "Danny"
- Philly (2001-2002) .... "Patrick Cavanaugh"
- Citizen Baines (2001) .... "Otis"
- Nikki (2001) .... "Niño"
- Passions (2000) .... "Joey"
- ER (2000) .... "Wyatt Parker"
- Everybody Loves Raymond (2000) .... "Tyler"
- Any Day Now (1998) .... "Ben Bishop"
- Meego (1997) .... "Niño"